# Kristijan Dobras
Kristijan Dobras, nacido en Steyr el 18 de octubre de 1992, es un futbolista austriaco que se desenvuelve como centrocampista. Actualmente juega en el FC Blau-Weiß Linz de la Bundesliga austriaca.

## Carrera
Debutó con el equipo filial del Rapid Viena con el que jugó 53 partidos y anotó 11 goles. YA en el primer equipo fue cedido en el mercado invernal de la temporada 2012-13 al SV Grödig hasta final de temporada.
Después de dos temporadas en el SC Rheindorf Altach abandonó el club para poner rumbo a Australia donde el Melbourne Victory lo fichó por una temporada, pero tras jugar pocos partidos, nueve, el club y el jugador llegaron a un acuerdo para abandonar el club.
Fichó por el FC Irtysh Pavlodar kazajo al inicio de la temporada 2020. Tras abandonar el futbol kazajo vuelve a Austria fichando por el FC Blau-Weiß Linz donde se convertirá en uno de sus jugadores más destacados. En su primera etapa con el equipo austriaco jugó 16 partidos en los que marcó cuatro goles y dio seis asistencias.
El 18 de junio de 2021 ficha por el FC Vaduz de la Challenge League suiza.

A finales junio de 2023 vuelve al Blau-Weiß Linz.

### Selección nacional
Fue internacional sub-18 de la selección austriaca.

## Palmarés

### Campeonatos nacionales
| Título                | Club              | País          | Año     |
| --------------------- | ----------------- | ------------- | ------- |
| 2. Liga               | SV Grödig         | Austria       | 2012-13 |
| 2. Liga               | FC Blau-Weiß Linz | Austria       | 2020-21 |
| Copa de Liechtenstein | FC Vaduz          | Liechtenstein | 2021-22 |
| Copa de Liechtenstein | FC Vaduz          | Liechtenstein | 2022-23 |

- Datos: Q1192987
- Multimedia: Kristijan Dobras / Q1192987